# Schwarzkehlspecht

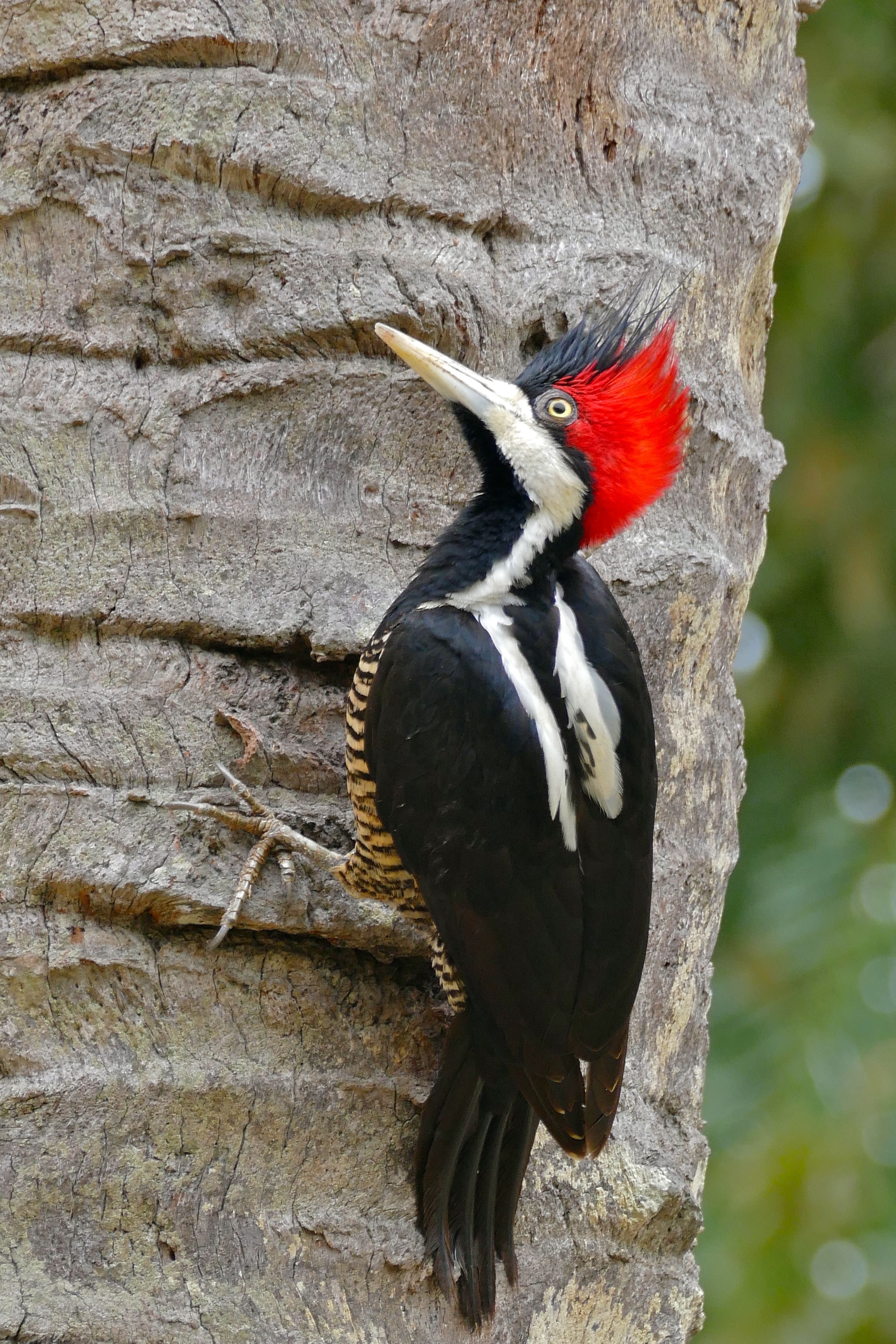
Weibchen

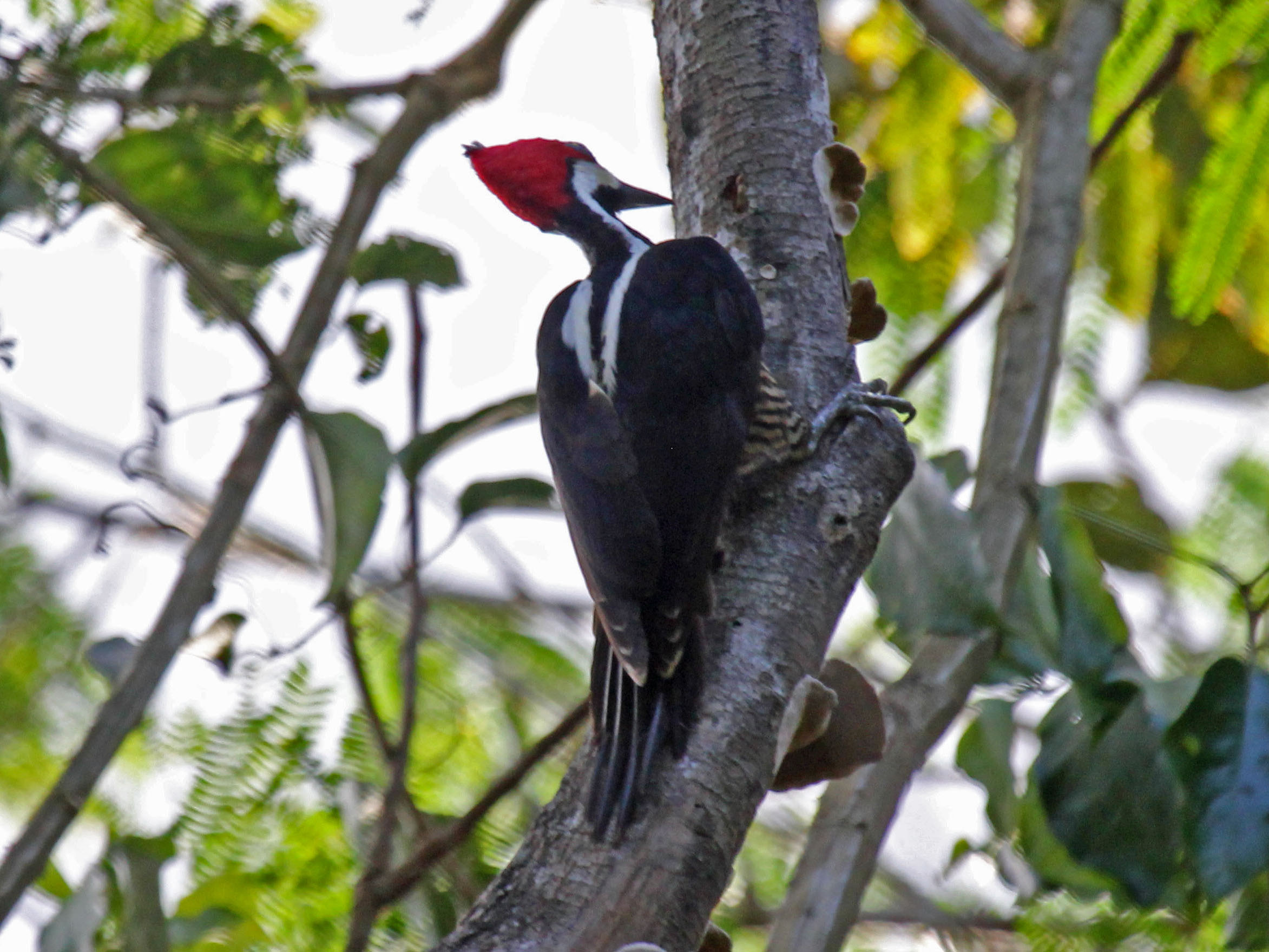
Weibchen, bei dem die im Rücken V-förmig zusammenlaufenden weißen Linien gut zu erkennen sind.

Der Schwarzkehlspecht (Campephilus melanoleucos) ist eine sehr große Spechtart aus der Gattung der Langhaubenspechte, der in Teilen Zentral- und Südamerikas vorkommt. Unter den Langhaubenspechten hat der Schwarzkehlspecht das größte Verbreitungsgebiet.
Die Art wird von der IUCN als nicht gefährdet (least concern) eingestuft. Es werden drei Unterarten unterschieden.

## Merkmale der adulten Spechte
Der Schwarzkehlspecht erreicht eine Körperlänge zwischen 33 und 38 Zentimeter und ein Gewicht zwischen 181 und 284 Gramm. Die Geschlechter lassen sich anhand der Kopfzeichnung unterscheiden. Beim Männchen ist der Kopf einschließlich der spitz zulaufenden Federhaube überwiegend rot. Die Zügel sind hell cremefarben. Unterhalb der Ohrdecken befindet sich ein ovaler Fleck, dessen obere Hälfte schwarz und die untere Hälfte weiß ist. Beim Weibchen dagegen hat wie das Männchen eine rote Federhaube. Allerdings sind bei ihr nur die oberen Kopfseiten rot. Eine weiße bis hellbraune Linie verläuft von der Schnabelbasis über die unteren Wangen bis zum Nacken. Dieses Band ist oben unten schwarz eingefasst. Sie hat außerdem auf der Mitte des Scheitels eine schwarze Linie.
Die Körperoberseite ist bei beiden Geschlechtern hauptsächlich schwarz und weist weiße Linien aus, die an den Seiten der Kehle und den Schultern entlanglaufen und sich auf dem Rücken zu einem V verbinden. Die Kehle, der Nacken und die Brust sind schwarz. Die übrige Unterseite ist schwarz-weiß gestreift, im Flug ist an den Flügeln weiß zu erkennen.

## Jungvögel und Subadulte
Jungvögel und Subadulte beider Geschlechter ähneln zunächst dem Weibchen. Sie sind insgesamt allerdings matter gefärbt und sind auf der Körperunterseite breiter quergebändert.

## Verbreitungsgebiet und Lebensraum

Verbreitungsgebiet des Schwarzkehlspechts (grün)

Das Verbreitungsgebiet des Schwarzkehlspechts erstreckt sich von er in Panama bis in die Grenzgebiete von Argentiniens vor. Er kommt außerdem auf Trinidad vor, einer Insel im karibischen Meer, die die größte Insel der Kleinen Antillen ist. In dem großen Verbreitungsgebiet werden drei Unterarten unterschieden:
- C. m. malherbii G. R. Gray, 1845[4] – Das Verbreitungsgebiet dieser Unterart erstreckt sich vom Westen Panamas in östlicher Richtung bis in den Norden und das Zentralgebiet von Kolumbien.
- C. m. melanoleucos (J. F. Gmelin, 1788)[5] – Das sehr große Verbreitungsgebiet der Nominatform erstreckt sich vom Osten der Anden über Kolumbien bis nach Trinidad und den Nordosten Brasiliens. Die Nominatform kommt außerdem bis nach Bolivien, Paraguay und den Norden und Nordosten Argentiniens sowie dem brasilianischen Bundesstaat Mato Grosso.
- C. m. cearae (Cory, 1915)[6] – Das Verbreitungsgebiet dieser Unterart ist auf den Nordosten Brasiliens begrenzt: Es erstreckt sich von Maranhão bis nach Ceará und Bahia.

Der Lebensraum des Schwarzkehlspechts beschränkt sich auf offene und geschlossene Waldgebiete. Seine Nisthöhle baut er zumeist in toten Baumstämmen, deren Eingang zwischen 45 und 50 Zentimeter im Durchmesser misst.  Picus albirostris Vieillot, 1818 wird heute als Synonym zur Nominatform betrachtet.

## Lebensweise
Weibchen legen 2 bis 3 weiße Eier, selten auch vier, die 9 bis 14 Tage durch beide Elternteile bebrütet werden. Der kurzen Brutdauer folgt eine relativ lange Nestzeit, in der die Jungen durch beide Elternteile gewärmt und gefüttert werden. Sie bleiben bei ihren Eltern, bis die nächste Brutzeit beginnt.
Zur Hauptnahrung des Schwarzkehlspechts zählen Insekten, die unter der Borke von Bäumen leben, sowie Ameisen, Termiten, kleine Wirbeltiere und Raupen.

## Etymologie und Forschungsgeschichte
Die Erstbeschreibung des Schwarzkehlspechts erfolgte 1788 durch Johann Friedrich Gmelin unter dem wissenschaftlichen Namen Picus melanoleucos. Das Typusexemplar stammte aus Surinam. 1840 führte George Robert Gray die Gattung Campephilus ein. Der Begriff leitet sich vom griechischen καμπη campē für Raupe und φιλος philos für Liebhaber ab. Der Artname »melanoleucos« leitet μελας, μελανος melas, melanos für schwarz und λευκος leukos für weiß ab. Malherbii ehrt Alfred Malherbe. Cearae bezieht sich auf Ceará. Schließlich ist albirostris ein Wortgebilde aus lateinisch albus ‚weiß‘ und lateinisch -rostris, rostrum ‚-schnäblig, Schnabel‘. Vieillot  bezog sich bei seiner Beschreibung auf Carpintero del lomo blanco von Félix de Azara. Alfred Laubmann standen für seine Analysen Bälge von Emil Weiske (1867–1950) und Berthold Krüger aus dem aus dem Departamento Concepción, sowie von der „2. Gran-Chaco-Expedition“ gesammelt durch Hans Krieg (1888–1970), Eugen Josef Robert Schuhmacher (1906–1973) und Michael Mathias Kiefer (1902–1980), zur Verfügung. Hatte er diese für Paraguay in früheren Publikationen noch C. m. albirostris zugeschlagen, kam er nun zu der Einsicht, dass es sich bei allen um die Nominatform handelt.

## Einzelbelege
1. ↑   Gorman: Woodpeckers of the World: The Complete Guide., S. 410
2. 1 2   Handbook of the Birds of the World zum Schwarzkehlspecht, aufgerufen am 13. Oktober 2017
3. ↑   Gorman: Woodpeckers of the World: The Complete Guide., S. 408
4. 1 2  George Robert Gray (1845), S. 436, Tafel 108.
5. 1 2  Johann Friedrich Gmelin (1788), S. 426.
6. 1 2  Charles Barney Cory (1915), S. 306.
7. 1 2  Louis Pierre Vieillot (1818), S. 69.
8. ↑  George Robert Gray (1852), S. 54
9. ↑  Campephilus The Key to Scientific Names Edited by James A. Jobling
10. ↑  melanoleucos The Key to Scientific Names Edited by James A. Jobling
11. ↑  albirostris The Key to Scientific Names Edited by James A. Jobling
12. ↑  Félix de Azara (1805), S. 297–301.
13. ↑  Alfred Laubmann (1939), S. 219–220.